# Watersley Ladies Challenge
Watersley Ladies Challenge är ett etapplopp för damjuniorer (17 och 18 år) i cykel som sedan 2018 hålls årligen i september i provinsen Limburg i Nederländerna.
Loppet startade 2018 och är sedan 2019 en del av UCI Women Junior Nations' Cup med undantag för 2020 då loppet på grund av covid-19-pandemin endast hölls på nationell nivå.

## Podieplaceringar
| År   | Vinnare             | Tvåa                 | Trea             |
| ---- | ------------------- | -------------------- | ---------------- |
| 2018 | Pfeiffer Georgi     | Rozemarijn Ammerlaan | Anna Docherty    |
| 2019 | Wilma Olausson      | Shirin van Anrooij   | Anna Shackley    |
| 2020 | Marith Vanhove      | Julie de Wilde       | Anniina Ahtosalo |
| 2021 | Flora Perkins       | Makayla MacPherson   | Linda Riedmann   |
| 2022 | Zoe Bäckstedt       | Julia Kopecký        | Justyna Czapla   |
| 2023 | Federica Venturelli | Fleur Moors          | Carys Lloyd      |
| 2024 | Paula Ostiz         | Puck Langenbarg      | Esther Wong      |